# Cecilia Julin

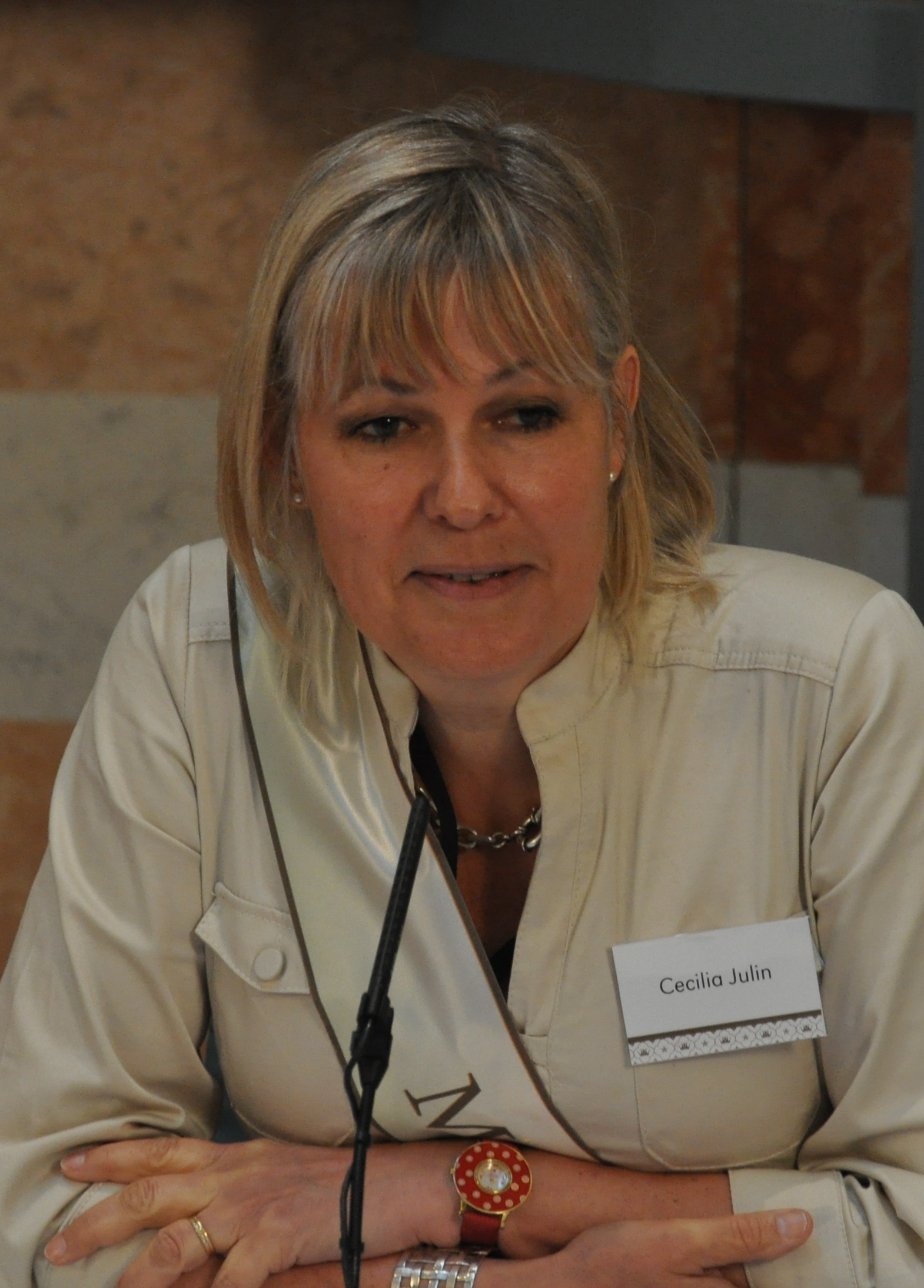
Cecilia Julin.

Cecilia Julin, född 1955, är en svensk diplomat. Hon har varit kommunikationschef på UD och har tjänstgjort bland annat vid ambassaderna i Washington, D.C., Tel Aviv, Lima och Pretoria samt var varit chef för EU- och handelsministerns kansli och varit biträdande chef för Amerikaenheten. Hon var den första svenska ambassadören i Bratislava. Julin var ambassadör i Madrid från 2011 till 2016 och i Pretoria från 2016 till 2020.

## Utmärkelser
- Storkorset av Isabella den katolskas orden (2017)[2]